# Liste des espèces d'oiseaux de Tunisie
Cette page a pour but de présenter une liste des espèces d'oiseaux de Tunisie. À ce jour, on dénombre 371 espèces d'oiseaux dont 9 sont globalement menacées.
- Haut – A
- B
- C
- D
- E
- F
- G
- H
- I
- J
- K
- L
- M
- N
- O
- P
- Q
- R
- S
- T
- U
- V
- W
- X
- Y
- Z

## A
- Accenteur alpin (Prunella collaris)
- Accenteur mouchet (Prunella modularis)
- Agrobate roux (Cercotrichas galactotes)
- Aigle botté (Hieraaetus pennatus)
- Aigle criard (Aquila clanga) : vulnérable
- Aigle de Bonelli (Hieraaetus fasciatus)
- Aigle pomarin (Aquila pomarina)
- Aigle ravisseur (Aquila rapax)
- Aigle royal (Aquila chrysaetos)
- Aigrette à gorge blanche (Egretta gularis)
- Aigrette garzette (Egretta garzetta)
- Alouette bilophe (Eremophila bilopha)
- Alouette calandre (Melanocorypha calandra)
- Alouette calandrelle (Calandrella brachydactyla)
- Alouette de Clot-Bey (Ramphocoris clotbey)
- Alouette des champs (Alauda arvensis)
- Alouette lulu (Lullula arborea)
- Alouette pispolette (Calandrella rufescens)
- Ammomane élégante (Ammomanes cincturus)
- Ammomane isabelline (Ammomanes deserti)
- Autour des palombes (Accipiter gentilis)
- Autruche d'Afrique (Struthio camelus) : extirpé
- Avocette élégante (Recurvirostra avosetta)

## B
- Balbuzard pêcheur (Pandion haliaetus)
- Barge à queue noire (Limosa limosa) : quasi menacé
- Barge rousse (Limosa lapponica)
- Bateleur des savanes (Terathopius ecaudatus) : rare/accidentel
- Bécasse des bois (Scolopax rusticola)
- Bécasseau cocorli (Calidris ferruginea)
- Bécasseau de Temminck (Calidris temminckii)
- Bécasseau falcinelle (Limicola falcinellus)
- Bécasseau maubèche (Calidris canutus)
- Bécasseau minute (Calidris minuta)
- Bécasseau roussâtre (Tryngites subruficollis) : quasi menacé
- Bécasseau sanderling (Calidris alba)
- Bécasseau variable (Calidris alpina)
- Bécassine des marais (Gallinago gallinago)
- Bécassine double (Gallinago media) : quasi menacé
- Bécassine sourde (Lymnocryptes minimus)
- Bec-croisé des sapins (Loxia curvirostra)
- Bergeronnette des ruisseaux (Motacilla cinerea)
- Bergeronnette grise (Motacilla alba)
- Bergeronnette printanière (Motacilla flava)
- Bernache cravant (Branta bernicla)
- Bernache nonnette (Branta leucopsis) : rare/accidentel
- Bihoreau gris (Nycticorax nycticorax)
- Blongios nain (Ixobrychus minutus)
- Bondrée apivore (Pernis apivorus)
- Bouscarle de Cetti (Cettia cetti)
- Bouvreuil pivoine (Pyrrhula pyrrhula)
- Bruant cendré (Emberiza cineracea) : quasi menacé
- Bruant des roseaux (Emberiza schoeniclus)
- Bruant fou (Emberiza cia)
- Bruant mélanocéphale (Emberiza melanocephala)
- Bruant ortolan (Emberiza hortulana)
- Bruant proyer (Miliaria calandra)
- Bruant striolé (Emberiza striolata)
- Bruant zizi (Emberiza cirlus)
- Bulbul des jardins (Pycnonotus barbatus)
- Busard cendré (Circus pygargus)
- Busard des roseaux (Circus aeruginosus)
- Busard pâle (Circus macrourus) : quasi menacé
- Busard Saint-Martin (Circus cyaneus)
- Buse féroce (Buteo rufinus)
- Buse pattue (Buteo lagopus)
- Buse variable (Buteo buteo)
- Butor étoilé (Botaurus stellaris)

## C
- Caille des blés (Coturnix coturnix)
- Canard chipeau (Anas strepera)
- Canard colvert (Anas platyrhynchos)
- Canard pilet (Anas acuta)
- Canard siffleur (Anas penelope)
- Canard souchet (Anas clypeata)
- Chardonneret élégant (Carduelis carduelis)
- Chevalier aboyeur (Tringa nebularia)
- Chevalier arlequin (Tringa erythropus)
- Chevalier bargette (Tringa cinerea)
- Chevalier cul-blanc (Tringa ochropus)
- Chevalier gambette (Tringa totanus)
- Chevalier guignette (Tringa hypoleucos)
- Chevalier stagnatile (Tringa stagnatilis)
- Chevalier sylvain (Tringa glareola)
- Chevêche d'Athéna (Athene noctua)
- Choucas des tours (Corvus monedula) : extirpé
- Chouette du Maghreb (Strix mauritanica)
- Cigogne blanche (Ciconia ciconia)
- Cigogne noire (Ciconia nigra)
- Cincle plongeur (Cinclus cinclus)
- Circaète Jean-le-Blanc (Circaetus gallicus)
- Cisticole des joncs (Cisticola juncidis)
- Cochevis de Thékla (Galerida theklae)
- Cochevis huppé (Galerida cristata)
- Combattant varié (Philomachus pugnax)
- Corbeau brun (Corvus ruficollis)
- Cormoran huppé (Phalacrocorax aristotelis)
- Cormoran pygmée (Phalacrocorax pygmaeus)
- Corneille mantelée (Corvus cornix) : rare/accidentel
- Corneille noire (Corvus corone)
- Coucou geai (Clamator glandarius)
- Coucou gris (Cuculus canorus)
- Courlis à bec grêle (Numenius tenuirostris) : en danger critique d'extinction
- Courlis cendré (Numenius arquata)
- Courlis corlieu (Numenius phaeopus)
- Courvite isabelle (Cursorius cursor)
- Crabier chevelu (Ardeola ralloides)
- Cratérope fauve (Turdoides fulvus)
- Crave à bec rouge (Pyrrhocorax pyrrhocorax) : extirpé
- Cygne chanteur (Cygnus cygnus)

## D
- Dromoïque vif-argent (Scotocerca inquieta)

## E
- Échasse blanche (Himantopus himantopus)
- Effraie des clochers (Tyto alba)
- Élanion blac (Elanus caeruleus)
- Engoulevent à collier roux (Caprimulgus ruficollis)
- Engoulevent d'Europe (Caprimulgus europaeus)
- Engoulevent du désert (Caprimulgus aegyptius)
- Épervier à pieds courts (Accipiter brevipes)
- Épervier d'Europe (Accipiter nisus)
- Érismature à tête blanche (Oxyura leucocephala) : en danger
- Étourneau roselin (Sturnus roseus)
- Étourneau sansonnet (Sturnus vulgaris)
- Étourneau unicolore (Sturnus unicolor)

## F
- Faucon crécerelle (Falco tinnunculus)
- Faucon crécerellette (Falco naumanni) : vulnérable
- Faucon de Barbarie (Falco pelegrinoides)
- Faucon d'Éléonore (Falco eleonorae)
- Faucon émerillon (Falco columbarius)
- Faucon hobereau (Falco subbuteo)
- Faucon kobez (Falco vespertinus) : quasi menacé
- Faucon lanier (Falco biarmicus)
- Faucon pèlerin (Falco peregrinus)
- Faucon sacre (Falco cherrug) : rare/accidentel en danger
- Fauvette à lunettes (Sylvia conspicillata)
- Fauvette à tête noire (Sylvia atricapilla)
- Fauvette babillarde (Sylvia curruca)
- Fauvette de l'Atlas (Sylvia deserticola)
- Fauvette des jardins (Sylvia borin)
- Fauvette grisette (Sylvia communis)
- Fauvette mélanocéphale (Sylvia melanocephala)
- Fauvette naine (Sylvia nana)
- Fauvette orphée (Sylvia hortensis)
- Fauvette passerinette (Sylvia cantillans)
- Fauvette pitchou (Sylvia undata)
- Fauvette sarde (Sylvia sarda)
- Flamant rose (Phoenicopterus ruber)
- Fou de Bassan (Morus bassanus)
- Foulque à crête (Fulica cristata) : extirpé
- Foulque macroule (Fulica atra)
- Fuligule milouin (Aythya ferina) : extirpé
- Fuligule milouinan (Aythya marila)
- Fuligule morillon (Aythya fuligula)
- Fuligule nyroca (Aythya nyroca) : quasi menacé

## G
- Gallinule poule-d'eau (Gallinula chloropus)
- Ganga cata (Pterocles alchata)
- Ganga couronné (Pterocles coronatus)
- Ganga tacheté (Pterocles senegallus)
- Ganga unibande (Pterocles orientalis)
- Garrot à œil d'or (Bucephala clangula)
- Geai des chênes (Garrulus glandarius)
- Glaréole à collier (Glareola pratincola)
- Gobemouche à collier (Ficedula albicollis)
- Gobemouche à demi-collier (Ficedula semitorquata) : quasi menacé
- Gobemouche gris (Muscicapa striata)
- Gobemouche nain (Ficedula parva)
- Gobemouche noir (Ficedula hypoleuca)
- Goéland bourgmestre (Larus hyperboreus)
- Goéland brun (Larus fuscus)
- Goéland cendré (Larus canus)
- Goéland d'Audouin (Larus audouinii) : quasi menacé
- Goéland ichthyaète (Larus ichthyaetus)
- Goéland leucophée (Larus cachinnans)
- Goéland marin (Larus marinus)
- Goéland railleur (Larus genei)
- Gorgebleue à miroir (Luscinia svecica)
- Grand Corbeau (Corvus corax)
- Grand Cormoran (Phalacrocorax carbo)
- Grand Labbe (Stercorarius skua)
- Grand-duc ascalaphe (Bubo ascalaphus)
- Grande Aigrette (Ardea alba)
- Grande Outarde (Otis tarda) : vulnérable
- Grèbe à cou noir (Podiceps nigricollis)
- Grèbe castagneux (Tachybaptus ruficollis)
- Grèbe esclavon (Podiceps auritus)
- Grèbe huppé (Podiceps cristatus)
- Grèbe jougris (Podiceps grisegena)
- Grimpereau des jardins (Certhia brachydactyla)
- Grive draine (Turdus viscivorus)
- Grive litorne (Turdus pilaris)
- Grive mauvis (Turdus iliacus)
- Grive musicienne (Turdus philomelos)
- Gros-bec casse-noyaux (Coccothraustes coccothraustes)
- Grue cendrée (Grus grus)
- Grue demoiselle (Grus virgo) : extirpé
- Guêpier de Perse (Merops persicus)
- Guêpier d'Europe (Merops apiaster)
- Guifette leucoptère (Chlidonias leucopterus)
- Guifette moustac (Chlidonias hybridus)
- Guifette noire (Chlidonias niger)
- Gypaète barbu (Gypaetus barbatus)

## H
- Harelde de Miquelon (Clangula hyemalis) : rare/accidentel
- Harle bièvre (Mergus merganser)
- Harle huppé (Mergus serrator)
- Harle piette (Mergellus albellus)
- Héron cendré (Ardea cinerea)
- Héron garde-bœufs (Bubulcus ibis)
- Héron pourpré (Ardea purpurea)
- Hibou des marais (Asio flammeus)
- Hibou du Cap (Asio capensis)
- Hibou moyen-duc (Asio otus)
- Hirondelle de fenêtre (Delichon urbica)
- Hirondelle de rivage (Riparia riparia)
- Hirondelle de rochers (Hirundo rupestris)
- Hirondelle rousseline (Hirundo daurica)
- Hirondelle rustique (Hirundo rustica)
- Huîtrier pie (Haematopus ostralegus)
- Huppe fasciée (Upupa epops)
- Hypolaïs ictérine (Hippolais icterina)
- Hypolaïs pâle (Hippolais pallida)
- Hypolaïs polyglotte (Hippolais polyglotta)

## I
- Ibis falcinelle (Plegadis falcinellus)

## L
- Labbe parasite (Stercorarius parasiticus)
- Labbe pomarin (Stercorarius pomarinus)
- Linotte mélodieuse (Carduelis cannabina)
- Locustelle luscinioïde (Locustella luscinioides)
- Locustelle tachetée (Locustella naevia)
- Loriot d'Europe (Oriolus oriolus)
- Lusciniole à moustaches (Acrocephalus melanopogon) : extirpé

## M
- Macareux moine (Fratercula arctica)
- Macreuse noire (Melanitta nigra)
- Marmaronette marbrée (Marmaronetta angustirostris) : vulnérable
- Marouette de Baillon (Porzana pusilla)
- Marouette ponctuée (Porzana porzana)
- Marouette poussin (Porzana parva)
- Martinet à ventre blanc (Tachymarptis melba)
- Martinet cafre (Apus caffer)
- Martinet des maisons (Apus affinis)
- Martinet noir (Apus apus)
- Martinet pâle (Apus pallidus)
- Martin-pêcheur d'Europe (Alcedo atthis)
- Merle à plastron (Turdus torquatus)
- Merle noir (Turdus merula)
- Mésange à longue queue (Aegithalos caudatus)
- Mésange bleue (Parus caeruleus)
- Mésange charbonnière (Parus major)
- Mésange noire (Periparus ater)
- Milan noir (Milvus migrans)
- Milan royal (Milvus milvus) : quasi menacé
- Moineau blanc (Passer simplex)
- Moineau domestique (Passer domesticus)
- Moineau espagnol (Passer hispaniolensis)
- Moineau friquet (Passer montanus)
- Moineau soulcie (Petronia petronia)
- Monticole merle-bleu (Monticola solitarius)
- Monticole merle-de-roche (Monticola saxatilis)
- Mouette à tête grise (Larus cirrocephalus)
- Mouette mélanocéphale (Larus melanocephalus)
- Mouette pygmée (Larus minutus)
- Mouette rieuse (Chroicocephalus ridibundus)
- Mouette tridactyle (Rissa tridactyla)

## N
- Nette rousse (Netta rufina)

## O
- Océanite de Wilson (Oceanites oceanicus)
- Océanite tempête (Hydrobates pelagicus)
- Œdicnème criard (Burhinus oedicnemus)
- Oie cendrée (Anser anser)
- Oie rieuse (Anser albifrons)
- Ouette d'Égypte (Alopochen aegyptiacus)
- Outarde canepetière (Tetrax tetrax) : extirpé quasi menacé
- Outarde houbara (Chlamydotis undulata) : vulnérable

## P

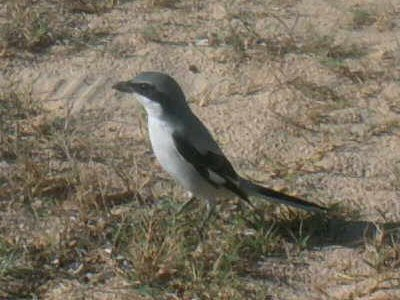
Pie-grièche grise.

- Pélican blanc (Pelecanus onocrotalus)
- Percnoptère (Neophron percnopterus)
- Perdrix gambra (Alectoris barbara)
- Petit Pingouin (Alca torda)
- Petit-duc scops (Otus scops)
- Phalarope à bec étroit (Phalaropus lobatus)
- Phalarope à bec large (Phalaropus fulicaria)
- Phragmite aquatique (Acrocephalus paludicola) : vulnérable
- Phragmite des joncs (Acrocephalus schoenobaenus)
- Pic de Levaillant (Picus vaillantii)
- Pic épeiche (Dendrocopos major)
- Pic épeichette (Dendrocopos minor)
- Pie bavarde (Pica pica)
- Pie-grièche à tête rousse (Lanius senator)
- Pie-grièche écorcheur (Lanius collurio)
- Pie-grièche grise (Lanius excubitor)
- Pigeon biset (Columba livia)
- Pigeon colombin (Columba oenas)
- Pigeon ramier (Columba palumbus)
- Pinson des arbres (Fringilla coelebs)
- Pinson du Nord (Fringilla montifringilla)
- Pipit à gorge rousse (Anthus cervinus)
- Pipit des arbres (Anthus trivialis)
- Pipit farlouse (Anthus pratensis)
- Pipit rousseline (Anthus campestris)
- Pipit spioncelle (Anthus spinoletta)
- Plongeon catmarin (Gavia stellata)
- Pluvier à collier interrompu (Charadrius alexandrinus)
- Pluvier argenté (Pluvialis squatarola)
- Pluvier de Leschenault (Charadrius leschenaultii)
- Pluvier doré (Pluvialis apricaria)
- Pluvier fauve (Pluvialis fulva) : rare/accidentel
- Pluvier grand-gravelot (Charadrius hiaticula)
- Pluvier guignard (Eudromias morinellus)
- Pluvier petit-gravelot (Charadrius dubius)
- Pouillot de Bonelli (Phylloscopus bonelli)
- Pouillot de Pallas (Phylloscopus proregulus)
- Pouillot fitis (Phylloscopus trochilus)
- Pouillot siffleur (Phylloscopus sibilatrix)
- Pouillot véloce (Phylloscopus collybita)
- Puffin cendré (Calonectris diomedea)
- Puffin des Anglais (Puffinus puffinus)
- Puffin des Baléares (Puffinus mauretanicus) : en danger critique d'extinction
- Puffin fuligineux (Puffinus griseus) : quasi menacé
- Puffin yelkouan (Puffinus yelkouan)
- Pygargue à queue blanche (Haliaeetus albicilla)

## R
- Râle d'eau (Rallus aquaticus)
- Râle des genêts (Crex crex) : quasi menacé
- Rémiz penduline (Remiz pendulinus)
- Roitelet à triple bandeau (Regulus ignicapillus)
- Roitelet huppé (Regulus regulus)
- Rollier d'Europe (Coracias garrulus) : quasi menacé
- Roselin githagine (Rhodopechys githaginea)
- Rossignol philomèle (Luscinia megarhynchos)
- Rouge-gorge familier (Erithacus rubecula)
- Rougequeue à front blanc (Phoenicurus phoenicurus)
- Rougequeue de Moussier (Phoenicurus moussieri)
- Rougequeue noir (Phoenicurus ochruros)
- Rousserolle effarvatte (Acrocephalus scirpaceus)
- Rousserolle turdoïde (Acrocephalus arundinaceus)
- Rousserolle verderolle (Acrocephalus palustris)

## S
- Sarcelle d'été (Anas querquedula)
- Sarcelle d'hiver (Anas crecca)
- Serin cini (Serinus serinus)
- Sirli du désert (Alaemon alaudipes)
- Sirli ricoti (Chersophilus duponti) : quasi menacé
- Spatule blanche (Platalea leucorodia)
- Sterne caspienne (Sterna caspia)
- Sterne caugek (Sterna sandvicensis)
- Sterne de Dougall (Sterna dougallii)
- Sterne fuligineuse (Sterna fuscata)
- Sterne hansel (Sterna nilotica)
- Sterne naine (Sterna albifrons)
- Sterne pierregarin (Sterna hirundo)
- Sterne voyageuse (Sterna bengalensis)

## T
- Tadorne casarca (Tadorna ferruginea)
- Tadorne de Belon (Tadorna tadorna)
- Talève d'Allen (Porphyrio alleni) : rare/accidentel
- Talève sultane (Porphyrio porphyrio)
- Tantale ibis (Mycteria ibis)
- Tarier des prés (Saxicola rubetra)
- Tarier pâtre (Saxicola torquata)
- Tarin des aulnes (Carduelis spinus)
- Tchagra à tête noire (Tchagra senegala)
- Torcol fourmilier (Jynx torquilla)
- Tournepierre à collier (Arenaria interpres)
- Tourterelle des bois (Streptopelia turtur)
- Tourterelle maillée (Streptopelia senegalensis)
- Tourterelle turque (Streptopelia decaocto)
- Traquet à tête blanche (Oenanthe leucopyga)
- Traquet à tête grise (Oenanthe moesta)
- Traquet deuil (Oenanthe lugens)
- Traquet du désert (Oenanthe deserti)
- Traquet isabelle (Oenanthe isabellina)
- Traquet motteux (Oenanthe oenanthe)
- Traquet oreillard (Oenanthe hispanica)
- Traquet rieur (Oenanthe leucura)
- Troglodyte mignon (Troglodytes troglodytes)
- Turnix d'Andalousie (Turnix sylvatica) : extirpé

## V
- Vanneau à queue blanche (Vanellus leucurus)
- Vanneau huppé (Vanellus vanellus)
- Vautour fauve (Gyps fulvus)
- Vautour oricou (Torgos tracheliotus) : extirpé
- Verdier d'Europe (Carduelis chloris)